# Bombycoidea

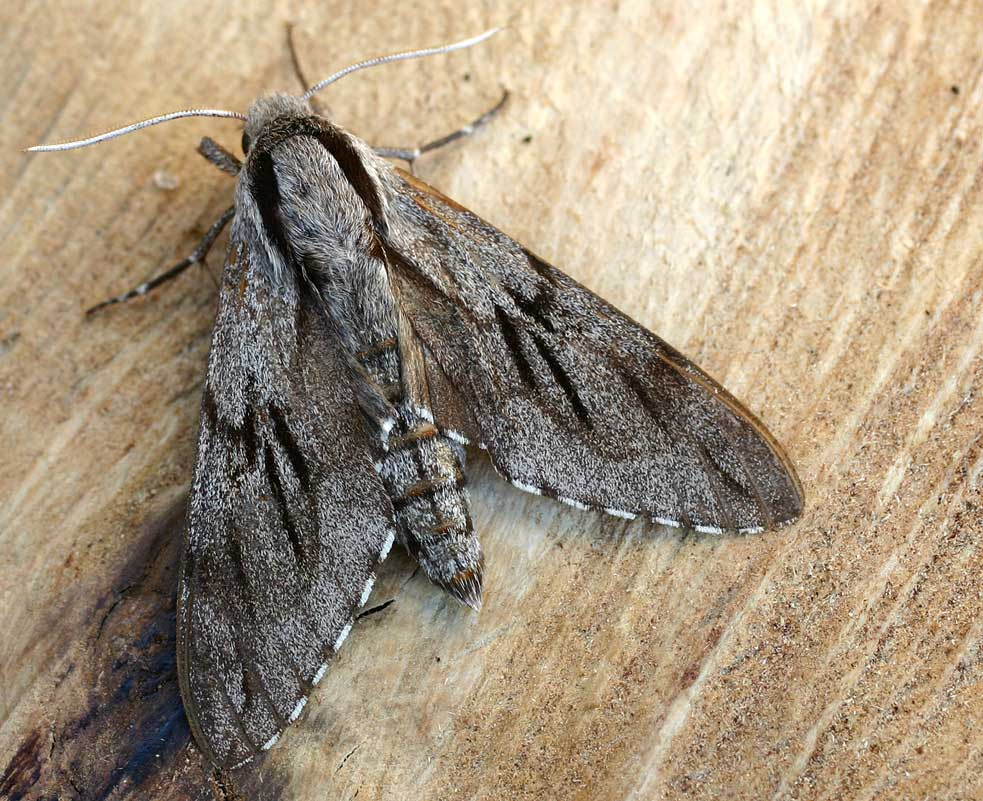
Kiefernschwärmer (Sphinx pinastri)

Die Bombycoidea sind eine Überfamilie der Schmetterlinge (Lepidoptera). Weltweit sind etwa 3350 Arten bekannt. In Europa sind 79 Arten und Unterarten nachgewiesen.

## Merkmale
Die Monophylie der Überfamilie wird durch folgende Autapomorphieen begründet: Die Hüften (Coxen) der Vorderbeine sind im letzten Raupenstadium vorne verwachsen, das achte Hinterleibssegment der Raupen trägt normalerweise D1 Borsten, die mittig am Rücken aus einem Höcker entspringen, auf den Vorderflügeln verlaufen die Flügeladern Rs1 + Rs2 parallel nahe dem Stamm von Rs3 + Rs4 oder sind sogar mit diesem verwachsen und die „4. Muskeln“ bei den männlichen Genitalien sind anders als gewöhnlich angeordnet. Dass die Hüften der Raupen bei den Apatelodinae und einigen Eupterotidae nicht verwachsen sind und die Borsten auf dem achten Hinterleibssegment bei den Eupterotidae und einigen anderen Untergruppen nicht auftritt, ist vermutlich darin begründet, dass diese Merkmale mit der Weiterentwicklung dieser Taxa wieder verschwunden sind.
Die Bombycoidea hat mit den beiden anderen nahe verwandten Überfamilien Mimallonoidea und Lasiocampoidea gemeinsam, dass die Eier in der Regel vom flachen Typ sind, mit einem eher glatten Chorion, wobei bei manchen Mimallonoidea das Chorion skulpturiert ist. Manche Gruppen der Bombycoidea, wie beispielsweise die Eupterotidae, Lemoniidae und Brahmaeidae haben jedoch auch Eier vom aufrechten Typ. Die kurzen bis langen Sekundärborsten der Raupen sind in der Regel zahlreich ausgebildet, wie es auch bei den Lasiocampoidea der Fall ist. Die Puppen haben einen gedrungenen Körperbau und haben nicht selten kurze Fühler. Das fünfte und sechste Hinterleibssegment ist beweglich und trägt bei manchen Arten am Rücken feine Zähnchen. Die Verpuppung findet bei vielen Arten in einem gesponnenen Kokon statt, der wie beispielsweise bei den Seidenspinnern für die kommerzielle Seidenerzeugung verwendet wird.
Die bei den meisten Arten kräftig gebauten, stark beschuppten und breitflügeligen Imagines haben keine funktionsfähigen Punktaugen (Ocelli). Ihre Fühler sind bei den Männchen doppelt, dreifach oder vierfach gefiedert. Dies jedoch mit Ausnahme der Schwärmer (Sphingidae), deren Fühler diese Merkmale durch Weiterentwicklung wieder verloren haben. Die Adern Rs1 und Rs2 der Vorderflügel sind entweder gestielt oder vollständig verwachsen. Sowohl am Thorax als auch am Hinterleib sind keine Tympanalorgane ausgebildet. Die Mundwerkzeuge, das Frenulum und das Retinaculum sind bei vielen Arten reduziert oder fehlen vollständig.

## Systematik
Die Bombycoidea sind sehr nahe mit den Mimallinidae, die die einzige Familie der Mimallonoidea darstellen, und den Lasiocampoidea verwandt. Diese drei Überfamilien sind vermutlich eine monophyletische Gruppe und werden von manchen Autoren in einer gemeinsamen Überfamilie Bombycoidea zusammengefasst. Eine solche ist jedoch nur durch wenige Autapomorphien begründet. Hinzu kommt, dass die Schwärmer (Sphingidae) von manchen Autoren ebenso einer eigenen Überfamilie Sphingoidea zugeordnet werden. Dies muss jedoch als falsch betrachtet werden, da die Schwärmer sowohl in den Merkmalen der Falter als auch der Raupen gut zur Gruppe der Bombycoidea gestellt werden können. Die Bombycoidea in diesem Sinne umfassen etwa 3350 Arten. Folgende Familien sind der Überfamilie damit zugeordnet:
- Eupterotidae
- Echte Spinner (Bombycidae)
- Birkenspinner (Endromidae)
- Mirinidae
- Pfauenspinner (Saturniidae)
- Carthaeidae
- Wiesenspinner (Lemoniidae)
- Brahmaspinner (Brahmaeidae)
  - Brahmaea certhia Fabricius, 1793
  - Brahmaea europaea Europäischer Brahmaspinner (Hartig, 1963)
  - Brahmaea hearseyi (White, 1862)
- Schwärmer (Sphingidae)

## Belege
1. ↑  Bombycoidea bei Fauna Europaea. Abgerufen am 17. Februar 2011
2. 1 2 3 4  Niels P. Kristensen: Lepidoptera, moths and butterflies. In: Maximilian Fischer (Hrsg.): Handbook of Zoology. 1. Auflage. Band 4 – Arthropoda: Insecta, Teilband 35. de Gruyter, Berlin / New York 1998, ISBN 3-11-015704-7 (englisch).
3. 1 2  Malcolm J. Scoble: The Lepidoptera: Form, Function and Diversity. Oxford University Press, Oxford 1995, ISBN 0-19-854952-0 (englisch).